# Solitanea erichi
Solitanea erichi är en fjärilsart som beskrevs av Karl Schawerda 1922. Solitanea erichi ingår i släktet Solitanea och familjen mätare. Inga underarter finns listade i Catalogue of Life.